# شعب بتاوي

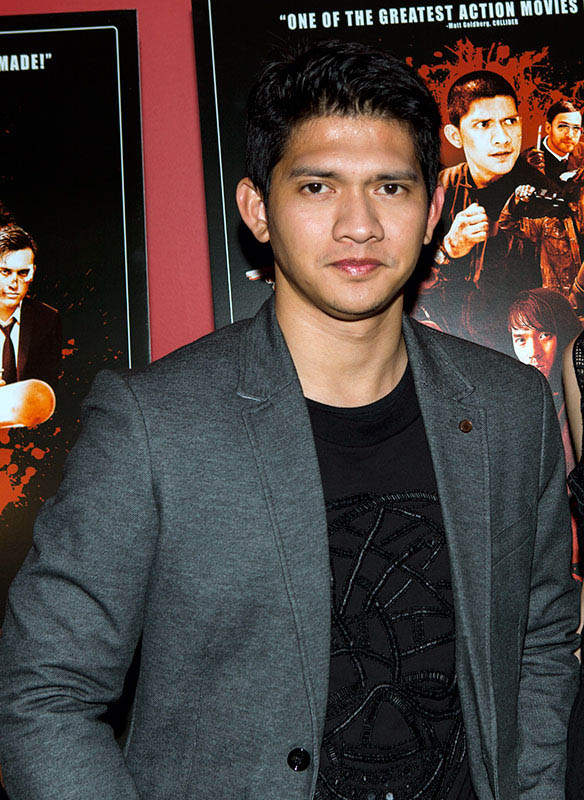
أيكو أويس، ممثل الفنون القتالية المشهور.

شعب بيتاوي، أو البيتاويين (بالإندونيسية: Orang Betawi) وتعني «شعب باتافيا»، هم مجموعة إثنية أسترونيزية موطنها مدينة جاكرتا وضواحيها المباشرة، وغالبًا ما يوصفون أنهم سكان المدينة الأصليين. هم أحفاد الشعب الذي سكن باتافيا (الاسم الاستعماري لجاكرتا) من القرن السابع عشر وما بعده.

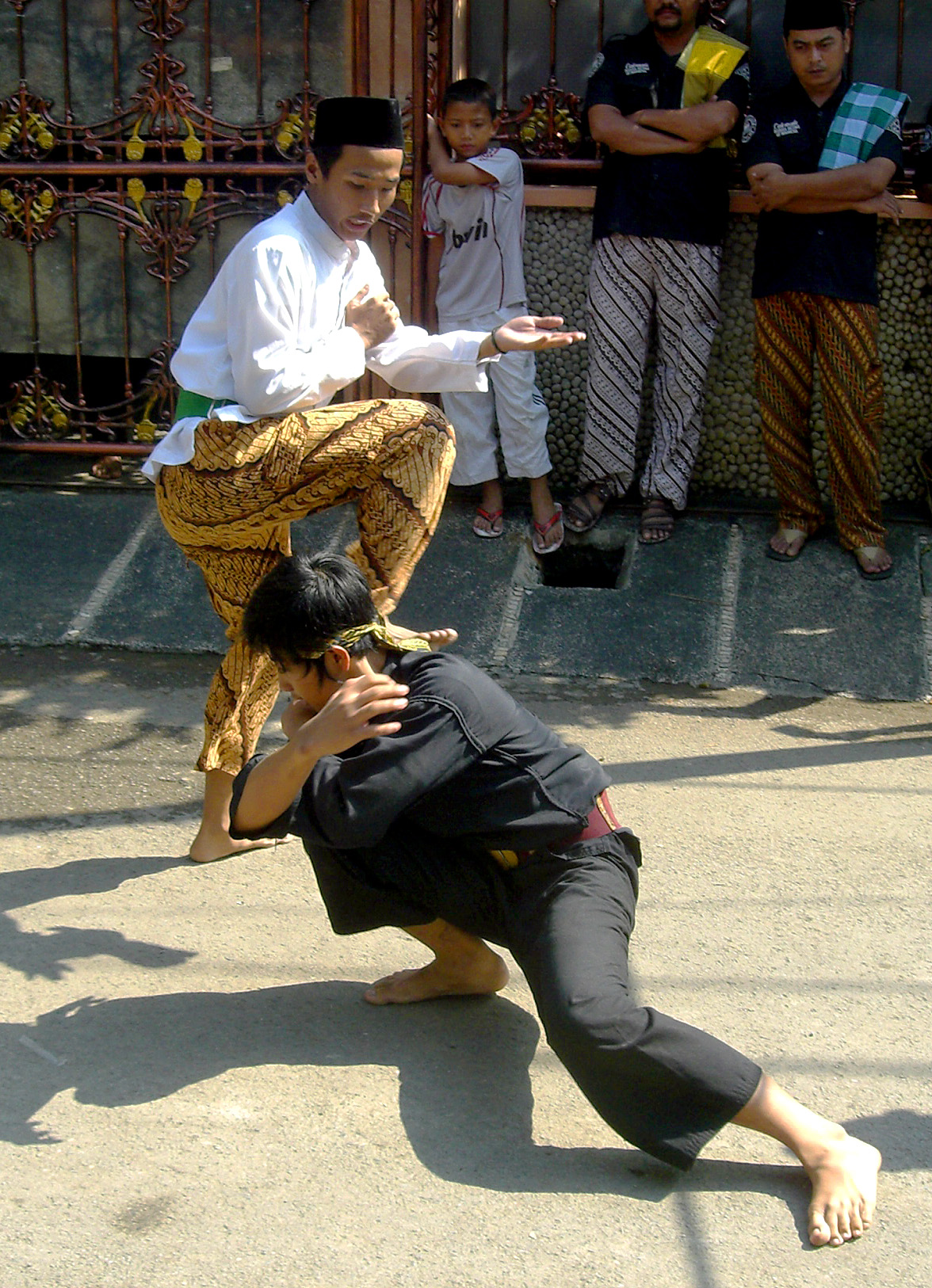
مظهر لرياضة سيلات البيتاوية في جاكرتا

ومع ذلك، فإن مصطلح «السكان الأصليين» بحد ذاته مشكوك فيه، إذ ظهر شعب البيتاوي في القرن الثامن عشر نتيجة دمج المجموعات الإثنية المهاجرة المختلفة في باتافيا.

## الأصل والنبذة التاريخية
البيتاوي واحدة من أحدث الجماعات الإثنية التي تشكلت في إندونيسيا. وهم مجموعة إثنية كريولية، جاء أسلافهم من أجزاء مختلفة من إندونيسيا وخارجها. قبل القرن التاسع عشر، لم تكن الهوية الذاتية لشعب البيتاوي قد تشكلت بعد. اعتمِد اسم بيتاوي من الترجمة الأصلية لمصطلح مدينة «باتافيا» والتي سميت في الأصل باسم باتافي/بيتوي، وهي قبيلة جرمانية قديمة.
في القرن السابع عشر بدأ المستعمرون الهولنديون في استيراد الخدم والعمال من جميع أنحاء الأرخبيل إلى باتافيا. كان من بين أوائل العبيد عبيدٌ جرى شراؤهم من بالي ومرتزقة أمبونيون. بعد ذلك حذت مجموعات إثنية أخرى حذوها؛ وهم الملايو، والسونديون، والجاويون، والمينانغكابو، والبوقس، والماكاساريون. شملت أيضًا المجموعات الإثنية الأجنبية؛ مثل المارديكر، والبرتغاليون، والهولنديون، والعرب، والصينيون، والهنود، الذين جرى جلبهم أو جذبهم إلى باتافيا للعمل.
في الأصل، منذ القرن السابع عشر وحتى القرن الثامن عشر، عُرف سكان باتافيا وفقًا لأصلهم الإثني؛ إما سونديون، أو جاويون، أو ملايو، أو أمبونيون، أو بوقس-ماكاساريون، أو العرب، أو الصينيون. ظهر هذا في سجل تعداد باتافيا الذي أدرج الخلفية الإثنية للمهاجرين من مواطني باتافيا. قُسمت إلى جيوب إثنية تسمى كامبونغ، ولهذا السبب في جاكرتا اليوم هناك بعض المناطق التي سميت بأسماء إثنية محددة مثل كامبونغ ملايو، وكامبونغ بالي، وماكاسار، وكامبونغ أمبون. اندمجت هذه المجموعات الإثنية وتكونت نحو القرنين الثامن عشر والتاسع عشر. حتى أواخر القرن التاسع عشر أو أوائل القرن العشرين لم تكن المجموعة -التي أصبحت من سكان باتافيا، قد أشارت إلى نفسها باسم «بيتاوي»، والتي تشير إلى مجموعة إثنية تتحدث لغة الملايو الكريول، ولديها ثقافة مختلطة من التأثيرات المختلفة؛ الملايو، السوندانية إلى العربية، والصينية. أدرِج مصطلح «بيتاوي» لأول مرة باعتبارها فئة إثنية في تعداد سكان باتافيا لعام 1930.
يتمتع شعب البيتاوي بثقافة ولغة متميزة عن السوندانية، والجاوية المجاورتين. يشتهر البيتاويون بتقاليدهم في الموسيقى والطعام. يعتبر البيتاوي جزءًا من عائلة الملايو، لأن تقاليدهم وعاداتهم ولغتهم مصنفة في الثقافة الملاوية.

## اللغة
البتاوية -المعروفة أيضًا باسم البتاوية الملايو، هي لغة كريولية قائمة على لغة الملايو. وكانت هذه اللهجة القائمة على لغة الملايو هي اللهجة التي تحدث بها الساحل الشمالي لجاوة؛ وسيطرت اللهجات الجاوية على مناطق جاوة الساحلية الشمالية الأخرى بشكل ساحق، بينما تحدثت بعض الأجزاء المادورية والسوندية. تحتوي مفردات البيتاوي على العديد من الكلمات المستعارة من الهوكين الصينية، والعربية، والهولندية. تعتبر لغة البيتاوي اليوم لغة غير رسمية شعبية في إندونيسيا وتستخدم كأساس للعامية الإندونيسية. أصبحت واحدة من أكثر اللغات انتشارًا في إندونيسيا، وهي أيضًا واحدة من أكثر اللهجات المحلية نشاطًا في البلاد.

## الدين
غالبية سكان البيتاوي يتبعون الإسلام السني. ومع ذلك، هناك عدد كبير ممن يعتنقون الدين المسيحي. من بين المسيحيين الإثنين في بيتاوي، ادعى البعض أنهم من نسل شعب مارديكر البرتغالي الذي تزاوج مع السكان المحليين، الذين استقروا أساسًا في منطقة كامبونغ توغو، شمال جاكرتا. على الرغم من أن ثقافة البيتاوي اليوم غالبًا ما يُنظر إليها على أنها ثقافة إسلامية، لكن لها أيضًا جذورًا أخرى تشمل الثقافة المسيحية البرتغالية والبيراناكان الصينية. في الآونة الأخيرة، هناك جدل مستمر حول تعريف ثقافة وهوية بيتاوي –إذ تُنتقد منظمات بيتاوي الرئيسية لاستيعابها فقط مسلمي بيتاوي بينما تهمش العناصر غير المسلمة في ثقافة بيتاوي- مثل المجتمع البرتغالي المسيحي بيتاوي توغو، ومجتمع تانغرانغ شينا بنتنغ.

## معرض صور

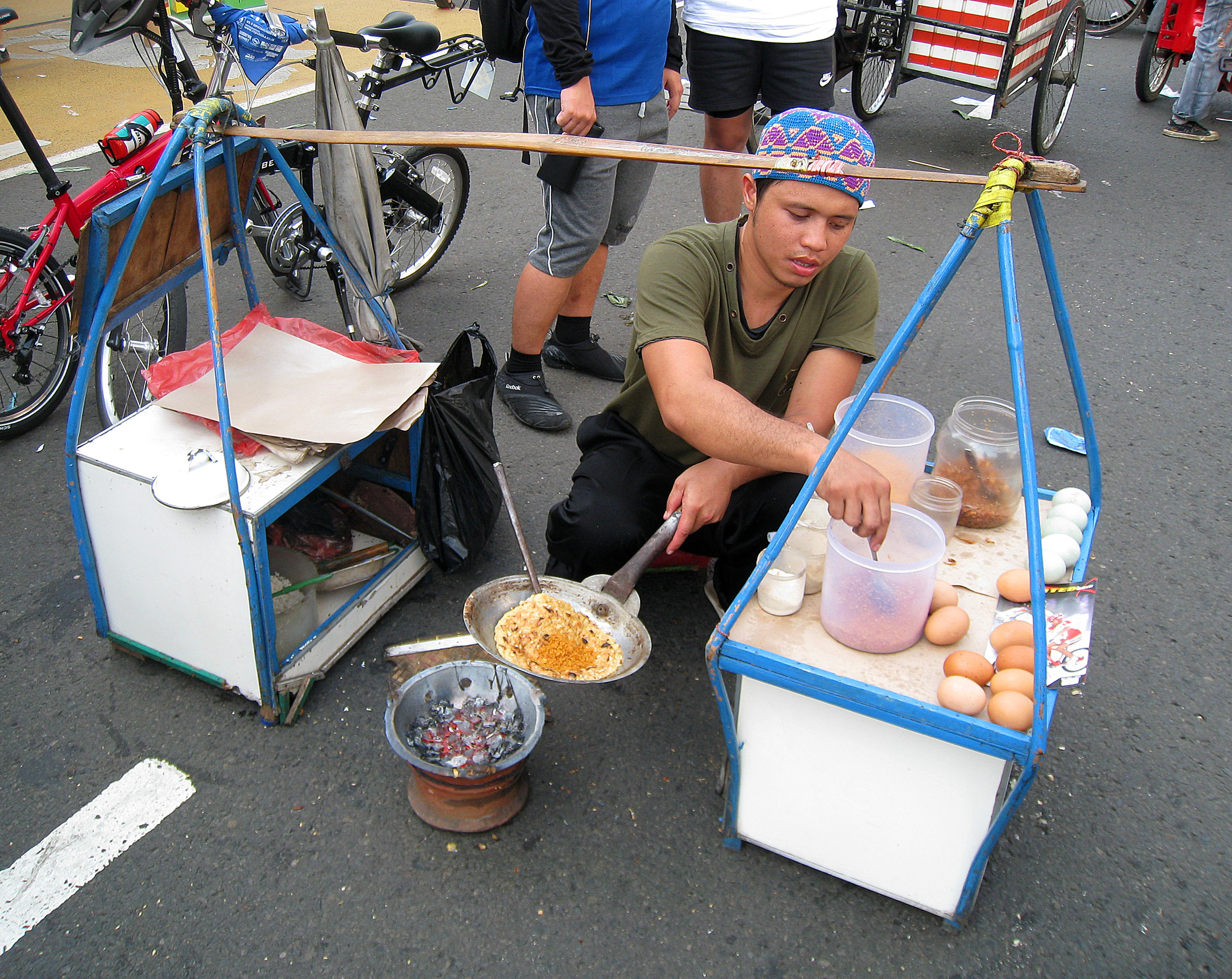
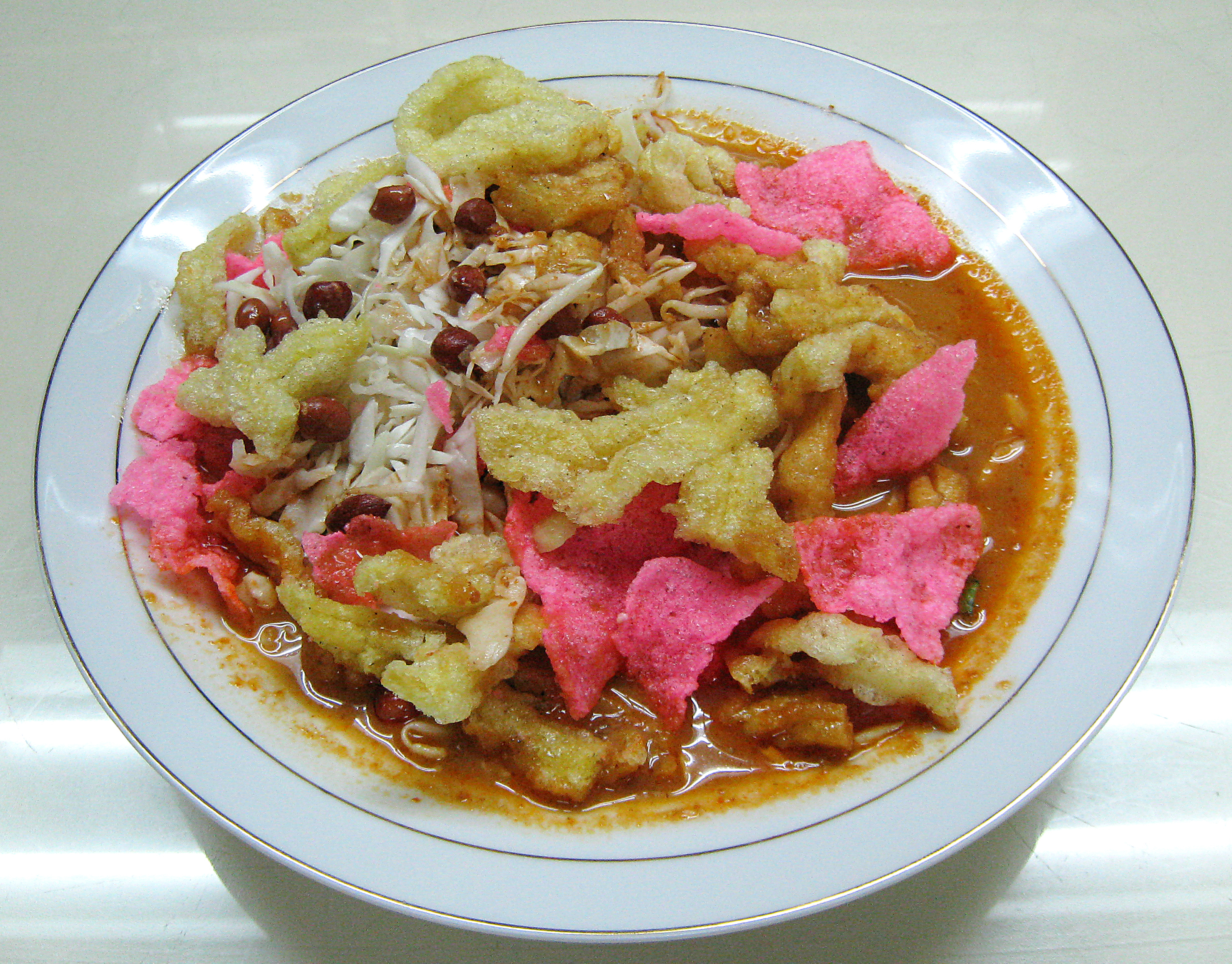
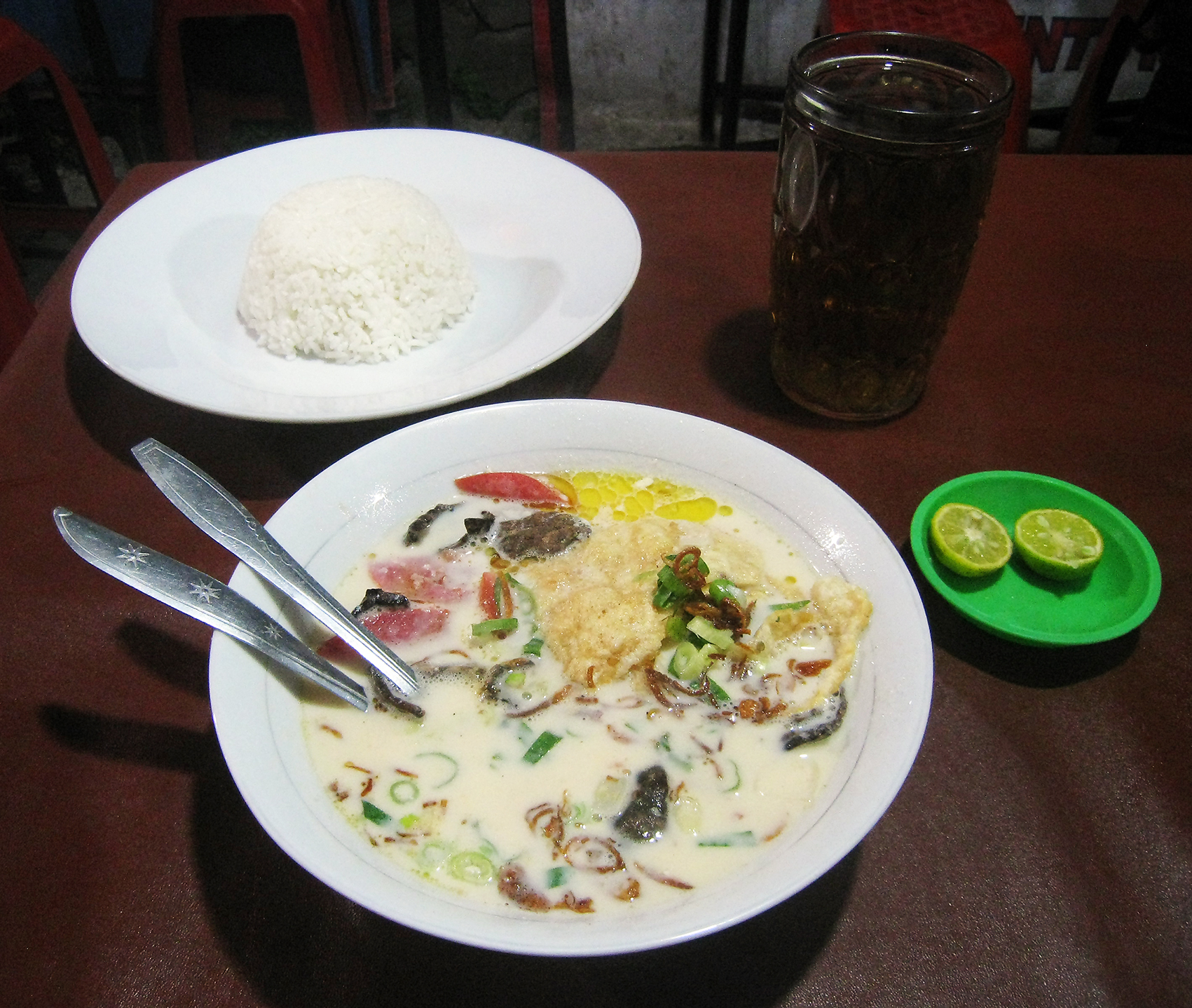
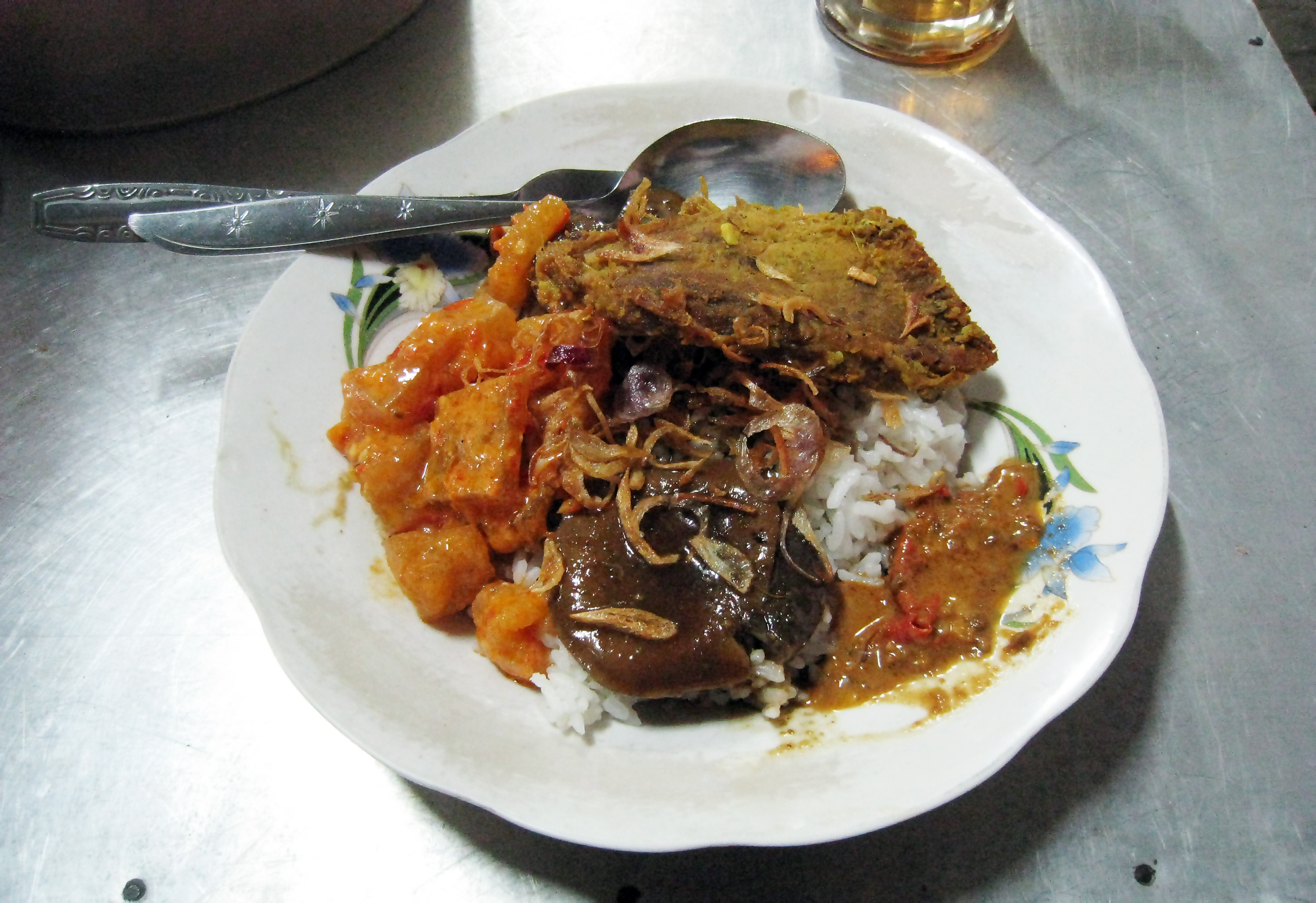
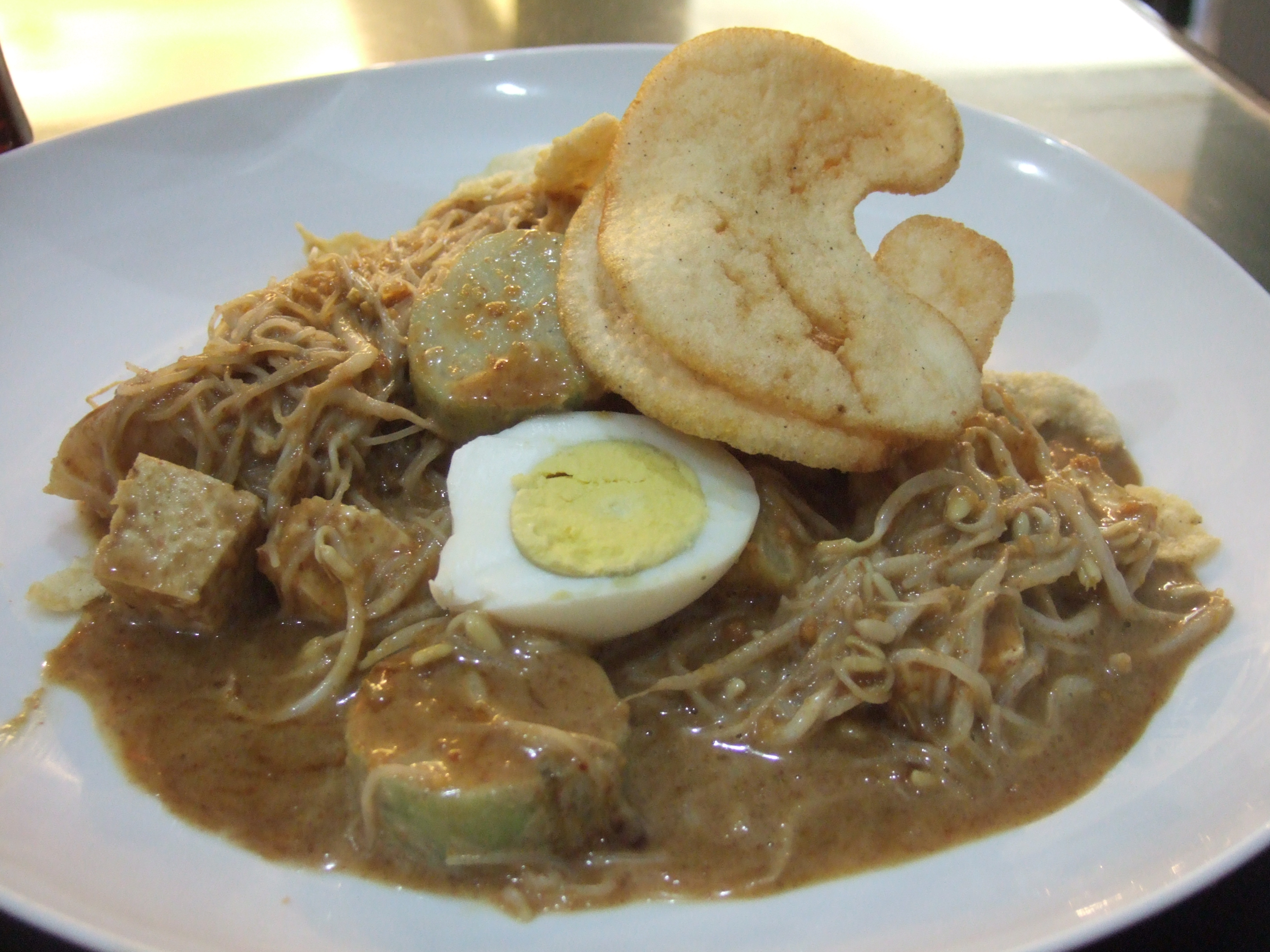

## فهرس
- Castles, Lance The Ethnic Profile of Jakarta, Indonesia vol. I, Ithaca: Cornell University April 1967
- Guinness, Patrick The attitudes and values of Betawi Fringe Dwellers in Djakarta, Berita Antropologi 8 (September), 1972, pp. 78–159
- Knoerr, Jacqueline Im Spannungsfeld von Traditionalität und Modernität: Die Orang Betawi und Betawi-ness in Jakarta, Zeitschrift für Ethnologie 128 (2), 2002, pp. 203–221
- Knoerr, Jacqueline Kreolität und postkoloniale Gesellschaft. Integration und Differenzierung in Jakarta, Frankfurt & New York: Campus Verlag, 2007
- Saidi, Ridwan. Profil Orang Betawi: Asal Muasal, Kebudayaan, dan Adat Istiadatnya
- Shahab, Yasmine (ed.), Betawi dalam Perspektif Kontemporer: Perkembangan, Potensi, dan Tantangannya, Jakarta: LKB, 1997
- Wijaya, Hussein (ed.), Seni Budaya Betawi. Pralokarya Penggalian Dan Pengem¬bangannya, Jakarta: PT Dunia Pustaka Jaya, 1976